# 잠파올로 마차

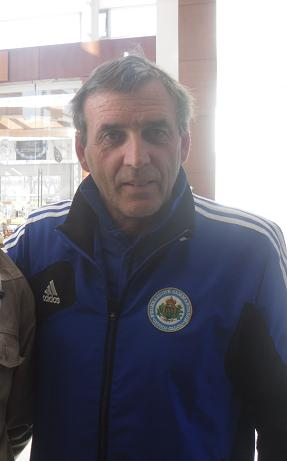
2013년의 마차

잠파올로 마차(Giampaolo Mazza, 1956년 2월 26일~ )는 현재 산마리노에 있는 한 고등학교의 체육교사로, 1998년부터 2013년 10월까지 산마리노 축구 국가대표팀 감독으로 활동했다.